# Галльвільське озеро
Галльвільське озеро (Галльвілерзее, нім. Hallwilersee, англ. Hallwill або Halwyl, фр. Lac de Hallwil) — гірське озеро льодовикового походження в Швейцарії, розташоване на території кантонів Аргау і Люцерн.

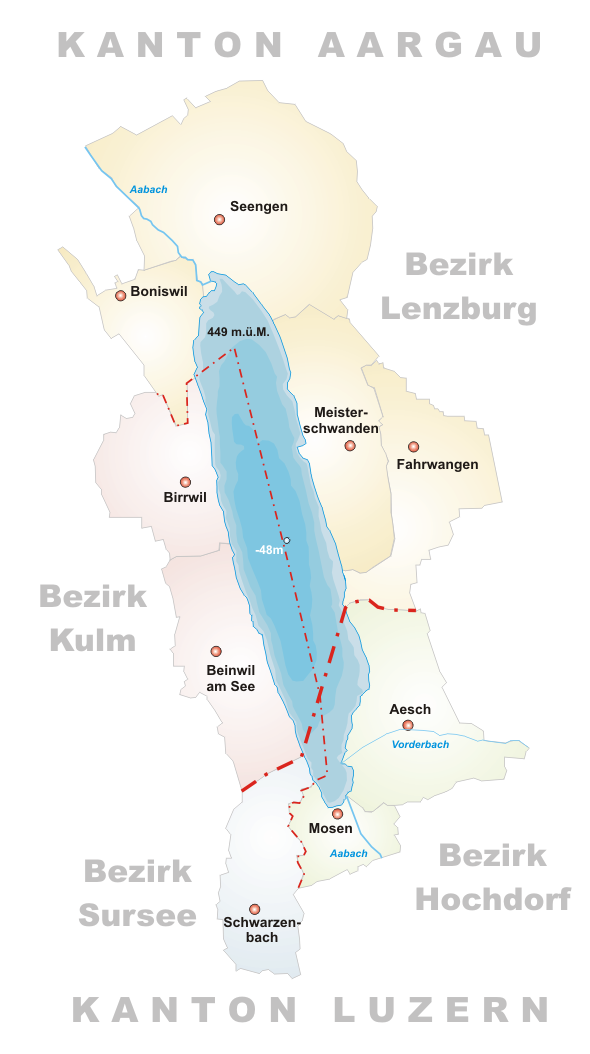
Карта озера

Свою назву озеро отримало за назвою поселення Галльвіль, розташованого на березі.
Об'єм води — 0,28 км³. Площа водосбірного басейну — 128 км². Висота над рівнем моря — 449 м.[джерело?]
19 серпня 1938 року на озері англійський гонщик Кемпбелл Малькольм на швидкохідному катері Blue Bird K3 встановив новий світовий рекорд швидкості на воді — 130,91 миль на годину.
З 1985 року на озері взимку проводять примусову циркуляцію води.
В озері живе підвид звичайного сига — Coregonus lavaretus wartmanni.

## Галерея

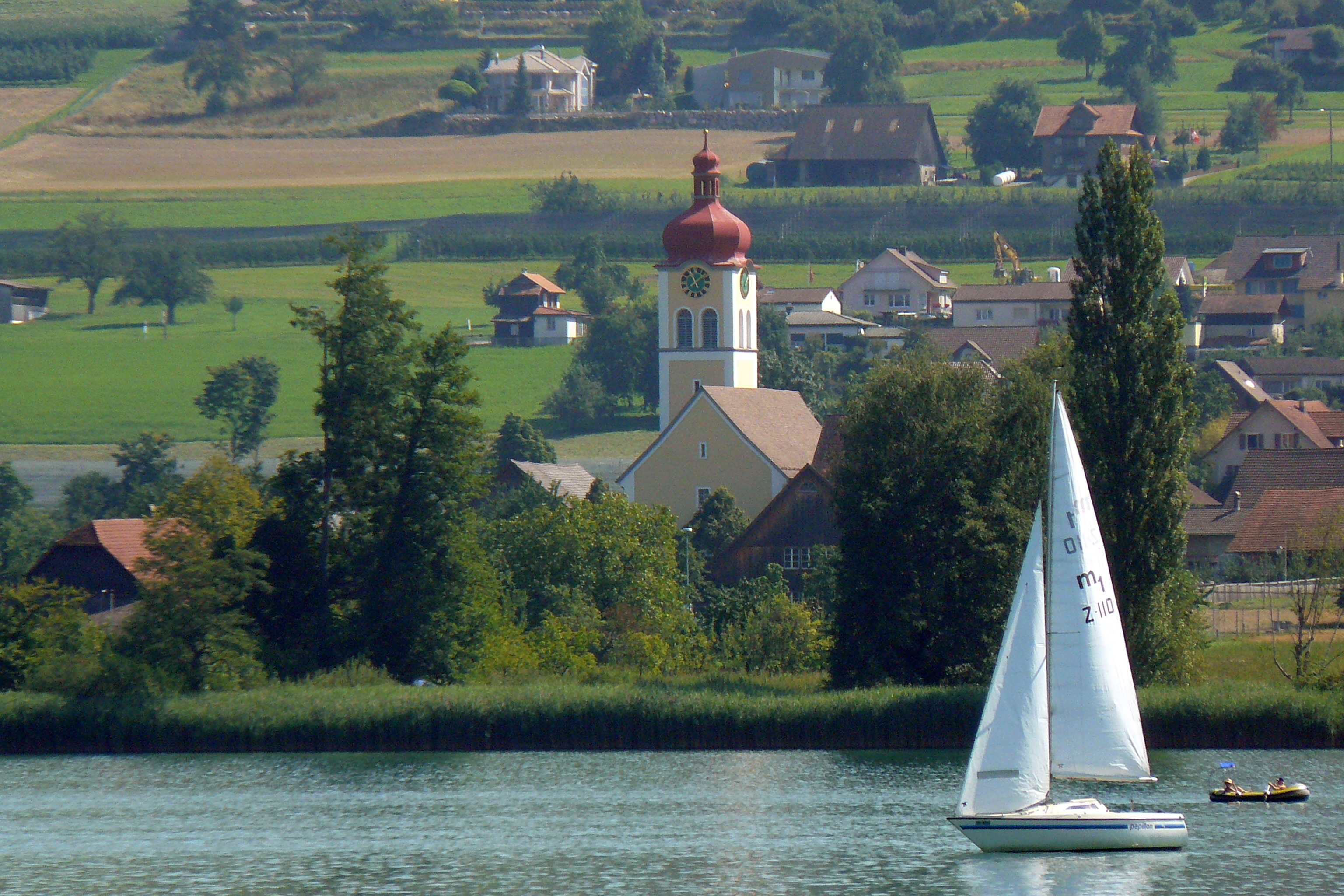
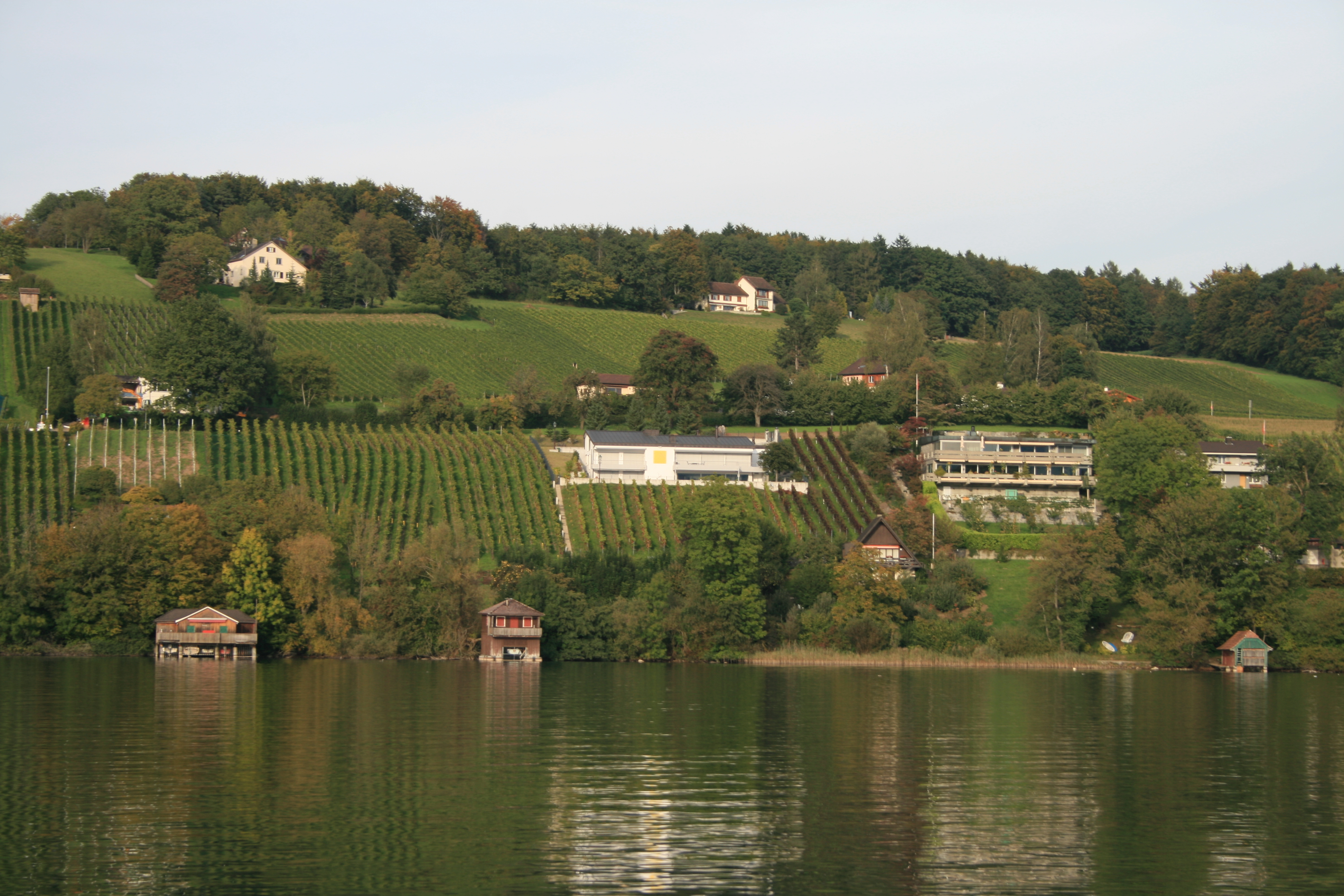
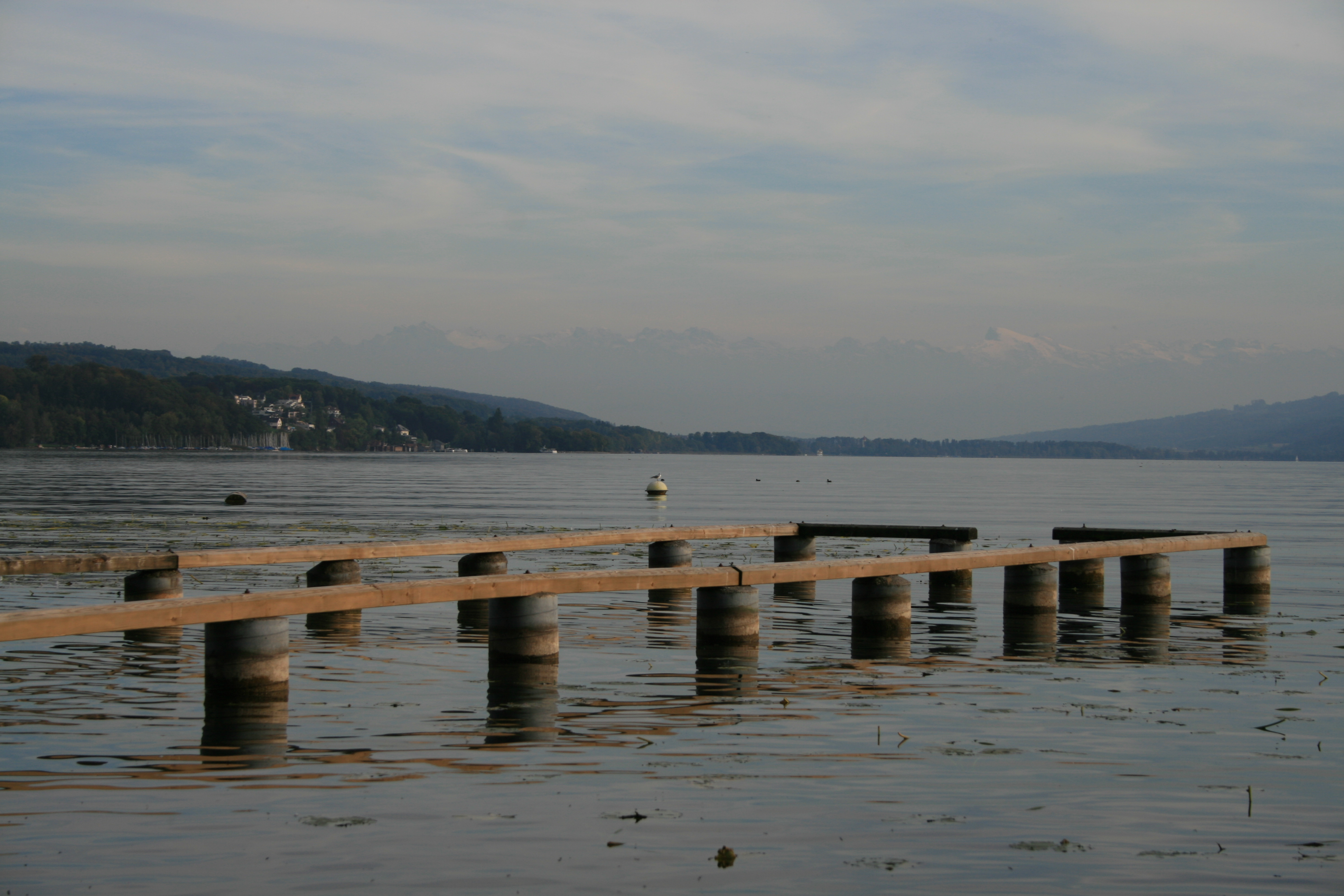
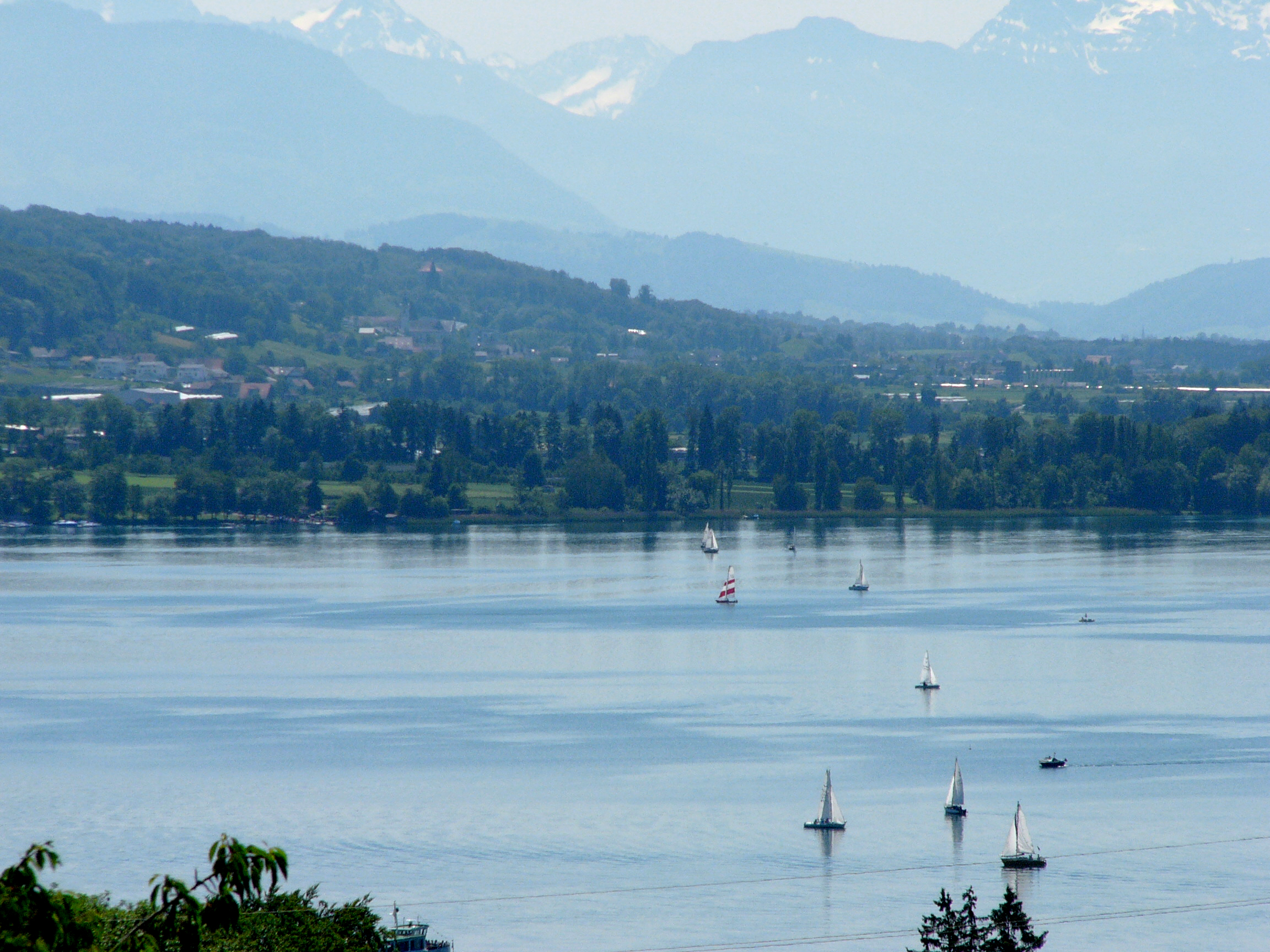
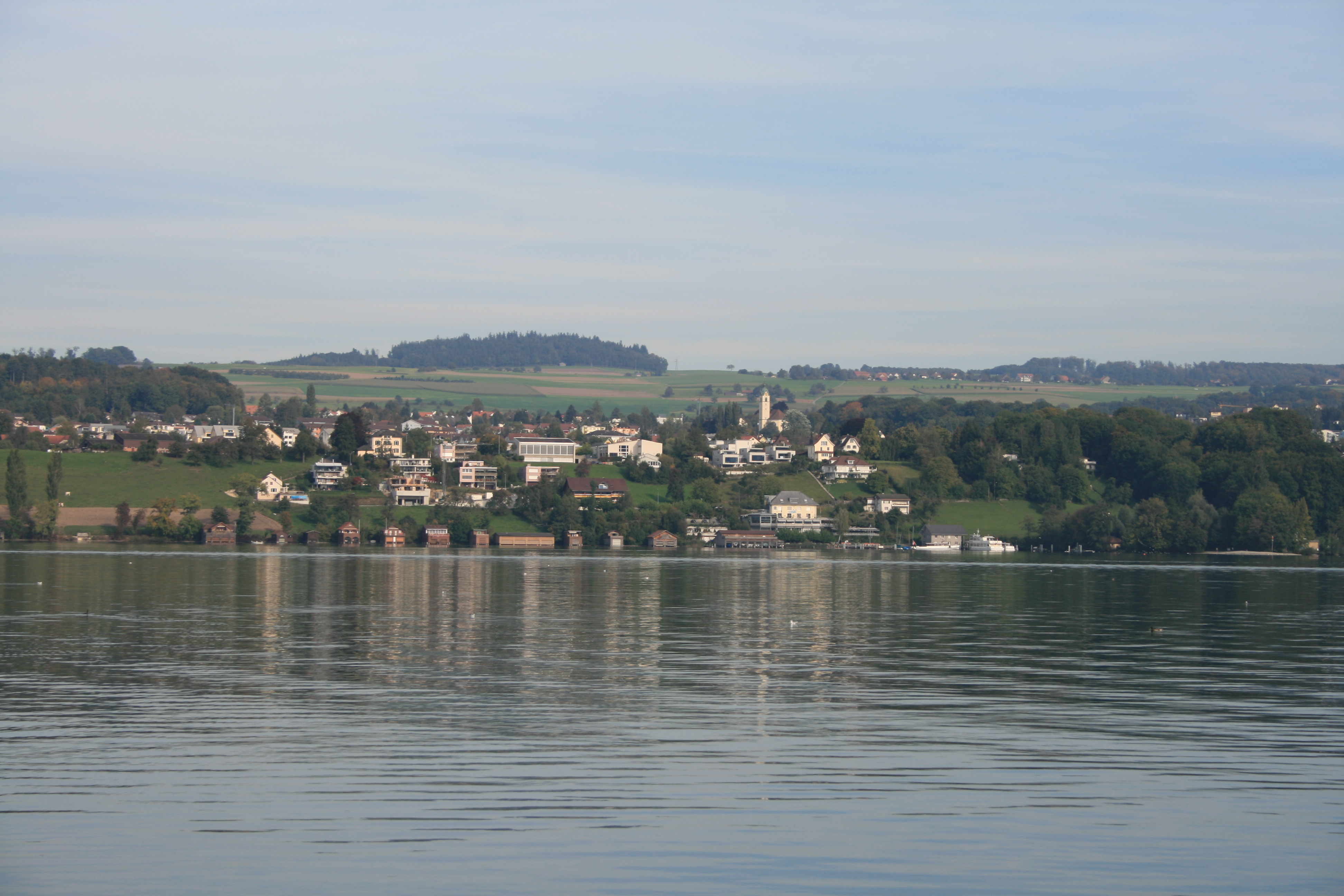
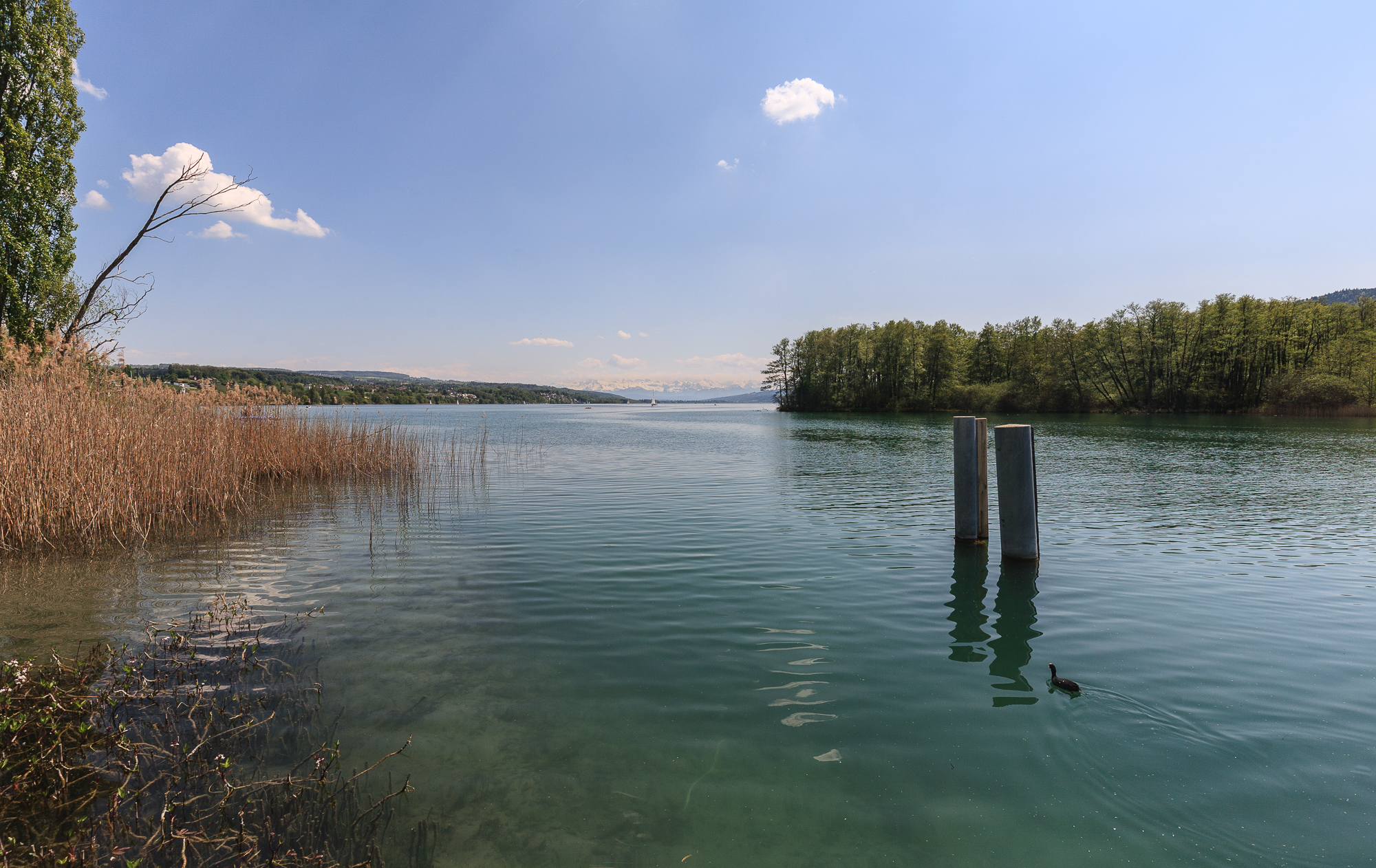